# Olimpia Chodźko
Olimpia Ludwika Chodźko, także Chodźkowa, de domo Maleszewska (ur. 6 listopada 1797, zm. 5 lipca 1889 w Paryżu) – polska działaczka emigracyjna prowadząca salon w Paryżu, literatka i tłumaczka.

## Życiorys
Urodziła się 6 listopada 1797 roku w rodzinie polityka Piotra Jana Maleszewskiego i Janiny Franciszki Venture. Jej ojcem biologicznym mógł być Antoni Bréguet, syn Abrahama Ludwika Bréguet.
Po upadku powstania listopadowego zacieśniła więzy z polską emigracją, w szczególności z Joachimem Lelewelem i jego otoczeniem, w imieniu którego później pośredniczyła w wielu kwestiach. Współpracowała z redakcjami takich periodyków, jak „Le National”, „Le Constitutionnel” czy „La Tribune”, zaś później także z „Gazette de France”, „La Semaine”, „Le Tour du Monde” czy „Le Magasin pittoresque”, dla których pisała o tematach związanych z Polską.
W okresie represji rządowych wobec polskiej emigracji, 13 maja 1834 roku przeprowadzono rewizję w jej mieszkaniu za podejrzenie „o współudział w spisku, zagrażającym bezpieczeństwu państwa”. We wrześniu tego samego roku Olimpia wyszła za mąż za Leonarda Chodźko. Wspierała męża w publikacji  obszernego dzieła Pologne historique, littéraire, monumentale et pittoresque, do którego napisała wiele opowiadań i legend wzorowanych na twórczości lub będących przekładami Jana Chryzostoma Paska, Klementyny Hoffmanowej, Franciszka Wężyka, Stanisława Jaszowskiego czy Anny Nakwaskiej. Zajmowała się także tłumaczeniem z języka polskiego na francuski. Przełożyła m.in. pamiętniki Ewy Felińskiej (1857) czy opowiadania Ignacego Chodźki.
Prowadziła salon, który jeszcze przed jej zamążpójściem cieszył się zainteresowaniem. Do jej gości należeli m.in. Konstanty Zaleski, Kazimierz Pułaski, Stanisław Worcell czy Flora Tristan. Dzięki zachowanej korespondencji Olimpii z Florą wiadomo, iż znajomość obu kobiet przerodziła się w romans. Ze względu na ten związek Tristan angażowała się w działania na rzecz Polaków. Ich relacja została opisana przez Mario Vargasa Llosę w powieści Raj tuż za rogiem.
W późniejszych latach, gdy Chodźko przestała skupiać się na kwestiach politycznych, bywali u niej przede wszystkim artyści, pisarze, ale i naukowcy francuscy i polscy, w tym pisarze Alphonse Daudet i Henri Murger (który napisał później nowelę Madame Olympe), dziennikarz Philibert Audebrand czy historyk Philarète Chasles. Organizowała koncerty i przedstawienia, w tym inscenizacje sztuk jednego z częstych bywalców jej salonu, Krystyna Ostrowskiego, który opisywał jej salon na łamach prasy.
Chodźko zmarła 5 lipca 1889 roku w Paryżu.